# Brouwershuis (Antwerpen)
Het Brouwershuis of Waterhuis in Antwerpen is een bouwwerk uit 1554 gebouwd in opdracht en volgens plannen van Gilbert van Schoonbeke. Het huis bevond zich aan de Eerste Antwerpse vliet in de toenmalige Nieuwstad. In het bouwwerk werd water opgepompt om het vandaar uit te verdelen naar de circa zestien omliggende brouwerijen die zich in grote mate aan de vliet gevestigd hadden; vandaar ook dat de eerste vliet ook Brouwersvliet werd genoemd. De ingang van het gebouw ligt aan de Adriaan Brouwerstraat. Het gebouw heeft ook een gevel, zonder toegang, aan de Brouwersvliet, die in 1930 gedempt werd en omgevormd tot een boulevard, die de tunnelmond en het eerste deel van de tunnelkoker van de Waaslandtunnel onder de Schelde bevat.

## Geschiedenis
In de 16e eeuw kreeg de lokale bierproductie in Antwerpen een nieuwe impuls. Voordien werd het merendeel van het bier per schip aangevoerd uit Duitsland en Engeland. Zoet drinkbaar water werd in Antwerpen nog aangevoerd via schuiten uit de rivier de Rupel. De eigen bierproductie vergde bijkomende wateraanvoer. Om de wateraanvoer efficiënter, sneller en goedkoper te laten verlopen werd vanaf de Herentalse Vaart via een ondergrondse buis water naar dit stadsdeel geleid. Na de bouw en installatie van het Waterhuis werd het water daar opgepompt via een rosmolen. In het gebouw wordt het water eerst opgevangen in een kelderreservoir. Het pompmechanisme pompt het water meer dan twintig meter omhoog naar houten opvangbakken van waar het verder kon verspreid worden naar de brouwerijen en andere gebouwen in de omgeving. De rosmolen en de paardenstal bevonden zich op het gelijkvloers van het Waterhuis.

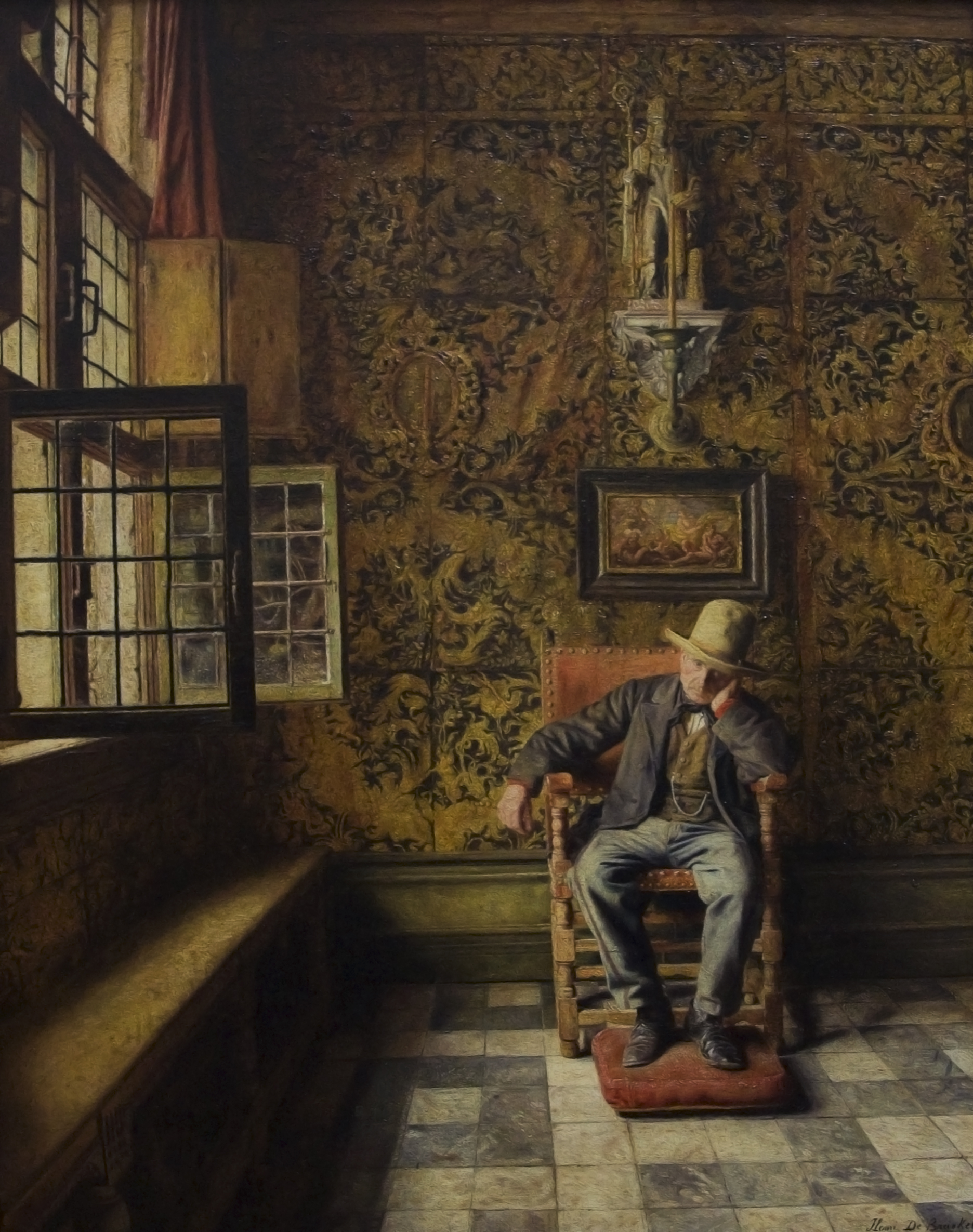
Het schilderij De man in de stoel (Henri de Braekeleer, 1876) heeft het Brouwershuis als decor.

De stad kocht de installatie in 1561 van Van Schoonbeke. In 1582 kreeg het Waterhuis een bijkomende functie doordat het ook het gildehuis werd van het Brouwersambacht. Sindsdien werd het Waterhuis ook Brouwershuis genoemd. De gilde richtte in de daaropvolgende eeuw op de bovenverdieping van het huis een raadzaal in, behangen met Mechels goudlederen behang, met zware moerbalken versierd met het brouwersembleem en een monumentale marmeren schouw met getorste Ionische zuilen.
De pompinstallatie werd in 1856 gemoderniseerd waarbij de rosmolen werd vervangen door pompen en de houten opvangbakken plaats ruimden voor metalen vaten. In het gebouw bleef tot 1930 een hydraulische inrichting voor waterverdeling actief.
In 1933 werd het huis als een klein museum geopend. Drieëntwintig jaar later werd het gebouw onder leiding van architect R. Van Nooten gerestaureerd, tussen 1956 en 1961. Daarna heropende het museum in 1961. Maar het werd in 1992 gesloten door tegenvallende bezoekersaantallen. 
Voor groepen was het huis nog tot 2003 te bezoeken, maar ook dit werd gestopt toen stabilisatieproblemen een nieuwe restauratie noodzakelijk maakten om het gebouw nog veilig te kunnen betreden. Sindsdien is het gebouw niet te bezoeken.  In 2019 organiseerde de vzw 'Vrienden van het Brouwershuis' het 'Gilbert van Schoonbekejaar' n.a.v. de 500ste geboortedag van de opdrachtgever van het Brouwershuis. Het gebouw werd bij besluit van 3 juli 1942 erkend als monument van onroerend erfgoed. In 2020 kende de Vlaamse overheid een restauratiepremie toe; het pand wordt gerestaureerd.